# Maikon Leite
Maikon Fernando Souza Leite, más conocido como Maikon Leite (Mogi das Cruzes, São Paulo, Brasil, 3 de agosto de 1988), es un futbolista brasileño. Juega de delantero en el União Luziense.

## Clubes
| Club                           | País                   | Año           |
| ------------------------------ | ---------------------- | ------------- |
| Santo André                    | Brasil                 | 2006-2008     |
| Santos                         | Brasil                 | 2008-2011     |
| Atlético Paranaense (préstamo) | Brasil                 | 2010          |
| Palmeiras                      | Brasil                 | 2011-2016     |
| Náutico (préstamo)             | Brasil                 | 2013          |
| Atlas (préstamo)               | México                 | 2014          |
| Sport Recife (préstamo)        | Brasil                 | 2015          |
| Al-Shaab (préstamo)            | Emiratos Árabes Unidos | 2016          |
| Toluca                         | México                 | 2016-2017     |
| Bahia                          | Brasil                 | 2017          |
| Ceará (préstamo)               | Brasil                 | 2017          |
| Figueirense                    | Brasil                 | 2018          |
| Brasiliense                    | Brasil                 | 2019          |
| Petro de Luanda                | Angola                 | 2020-2021     |
| GE Juventus-SC                 | Brasil                 | 2021-2022     |
| Interporto FC (préstamo)       | Brasil                 | 2022          |
| União Luziense                 | Brasil                 | 2022-presente |

## Palmarés

### Títulos estatales
| Título              | Club   | Estado    | Año  |
| ------------------- | ------ | --------- | ---- |
| Campeonato Paulista | Santos | São Paulo | 2010 |
| Campeonato Paulista | Santos | São Paulo | 2011 |

### Títulos nacionales
| Título         | Club      | País   | Año  |
| -------------- | --------- | ------ | ---- |
| Copa de Brasil | Santos    | Brasil | 2010 |
| Copa de Brasil | Palmeiras | Brasil | 2012 |

### Títulos internacionales
| Título            | Club   | País            | Año  |
| ----------------- | ------ | --------------- | ---- |
| Copa Libertadores | Santos | América del Sur | 2011 |